# Zjednoczeni dla Węgier
Zjednoczeni dla Węgier (węg. Egységben Magyarországért) – szeroka węgierska koalicja partii oraz ruchów politycznych stojących w opozycji do rządu Viktora Orbana i partii Fidesz, zawiązana w związku z wyborami parlamentarnymi na Węgrzech w 2022. Do koalicji należą partie Węgierska Partia Socjalistyczna, Ruch na rzecz Lepszych Węgier, Koalicja Demokratyczna, Dialog na rzecz Węgier, Ruch Momentum, LMP – Węgierska Partia Zielonych oraz Ruch Węgry dla Wszystkich.

## Powstanie
W wyniku zmiany konstytucji, dokonanej w 2012 roku, ukształtowała się ordynacja wyborcza promująca duże ugrupowania. Dodatkowym czynnikiem konsolidującym opozycję były oskarżenia, w kierunku rządzącego od 2010 roku Fideszu, o konsekwentne likwidowanie liberalnej demokracji, niezależności sądownictwa i ograniczaniu pluralizmu mediów. Kandydatem na premiera Węgier został wyłoniony w otwartych prawyborach, konserwatywny burmistrz Hódmezővásárhely Péter Márki-Zay.